# Hieracium oistophyllum
Hieracium oistophyllum — вид рослин з родини айстрових (Asteraceae), поширений у північній Європі.

## Поширення
Поширений у північній Європі.